# Ontmoetingskerk (Nieuwveen)

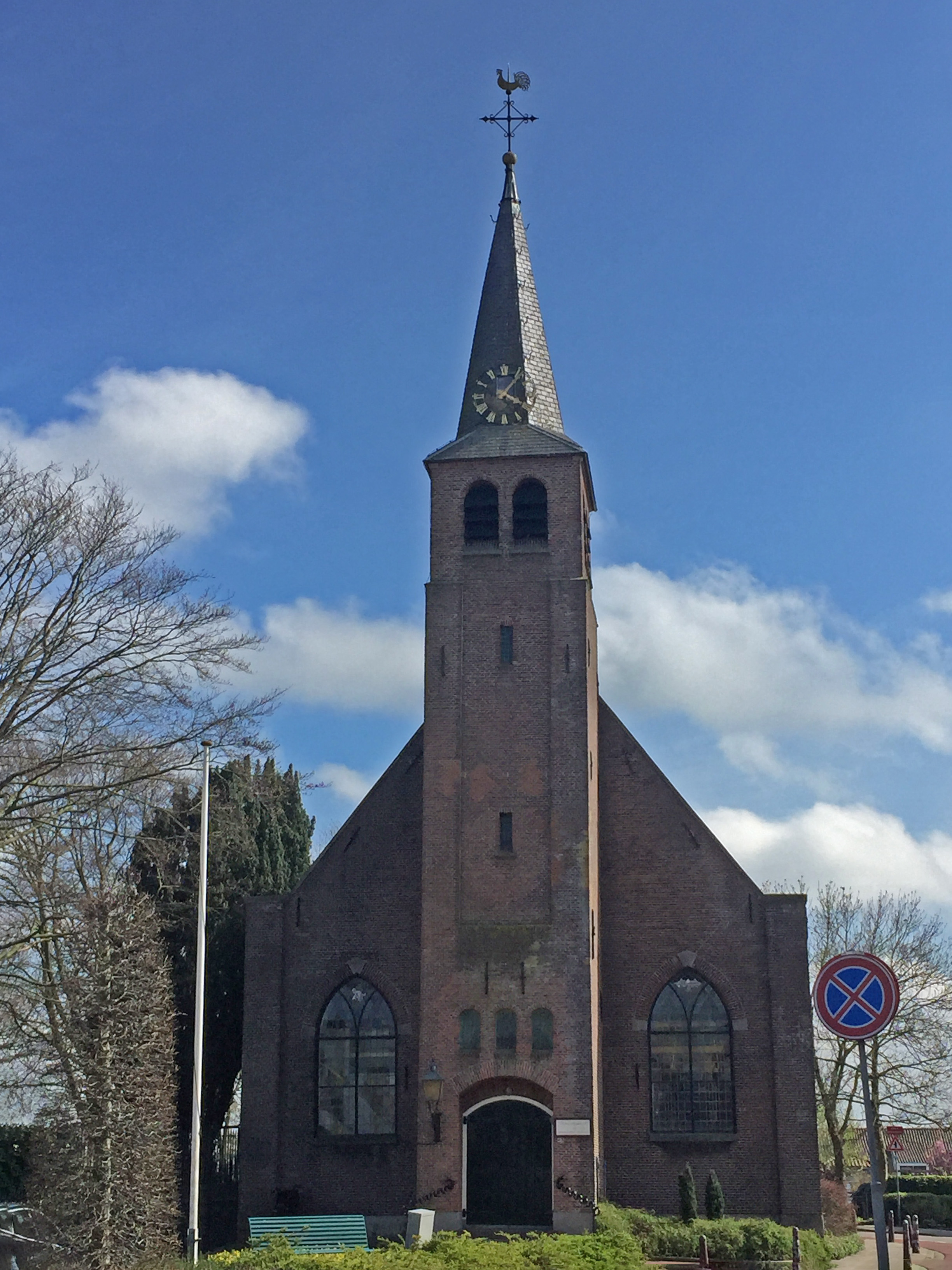
Nederlands Hervormde Kerk/Ontmoetingskerk

De Ontmoetingskerk in de Nieuwveense Kerkstraat is een in 1832 voltooide hervormde kerk. Het gebouw staat op de plaats van de 16e-eeuwse rooms-katholieke parochiekerk.

## Oude kerk
De in 1559 gebouwde rooms-katholieke parochiekerk van Nieuwveen kwam tijdens de Reformatie omstreeks 1578 in handen van de protestanten. De kerk was gewijd aan de heilige Nicolaas en was, volgens een prent van Anna Brouwer, voorzien van een vrij hoge achtkantige toren, gedekt met een spits. Het gebouw werd vanwege de slechte staat waarin het verkeerde in 1831 afgebroken. Het is niet onmogelijk dat de droogmaking van de zogenaamde Nieuwkoopse poel 20 jaar daarvoor een van de oorzaken van de afbraak geweest is. De kerk stond immers aan de rand van de drooggemaakte polder, waardoor de fundamenten van het gebouw verzakten.

## Nieuwe kerk
De eerste steen van het nieuwe gebouw werd gelegd op 14 juli 1831, waarna op 22 april 1832 de ingebruikname volgde. De kerk was ontworpen door architect Elsmeyer uit Nieuwkoop. Ook de oude toren werd gesloopt en vervangen door een nieuwe. Omdat de toren op grond van de additionele artikelen van de Staatsregeling van 1798 eigendom van de burgerlijke gemeente was geworden, werd de nieuwe toren in opdracht van de gemeente gebouwd. De architect was Theo Molkenboer uit Leiden. De kosten van de herbouw van de toren werden begroot op 2.100 gulden. De kerkvoogden boden aan de helft van dit bedrag voor hun rekening te nemen.
De toren werd in 1929 gerestaureerd, waarbij de open klokkenstoel verdween. Nadat al in de jaren 1887 en 1888 herstellingen aan het gebouw hadden plaatsgevonden, volgde in 1932 een grote restauratie van het kerkgebouw.

## Het orgel

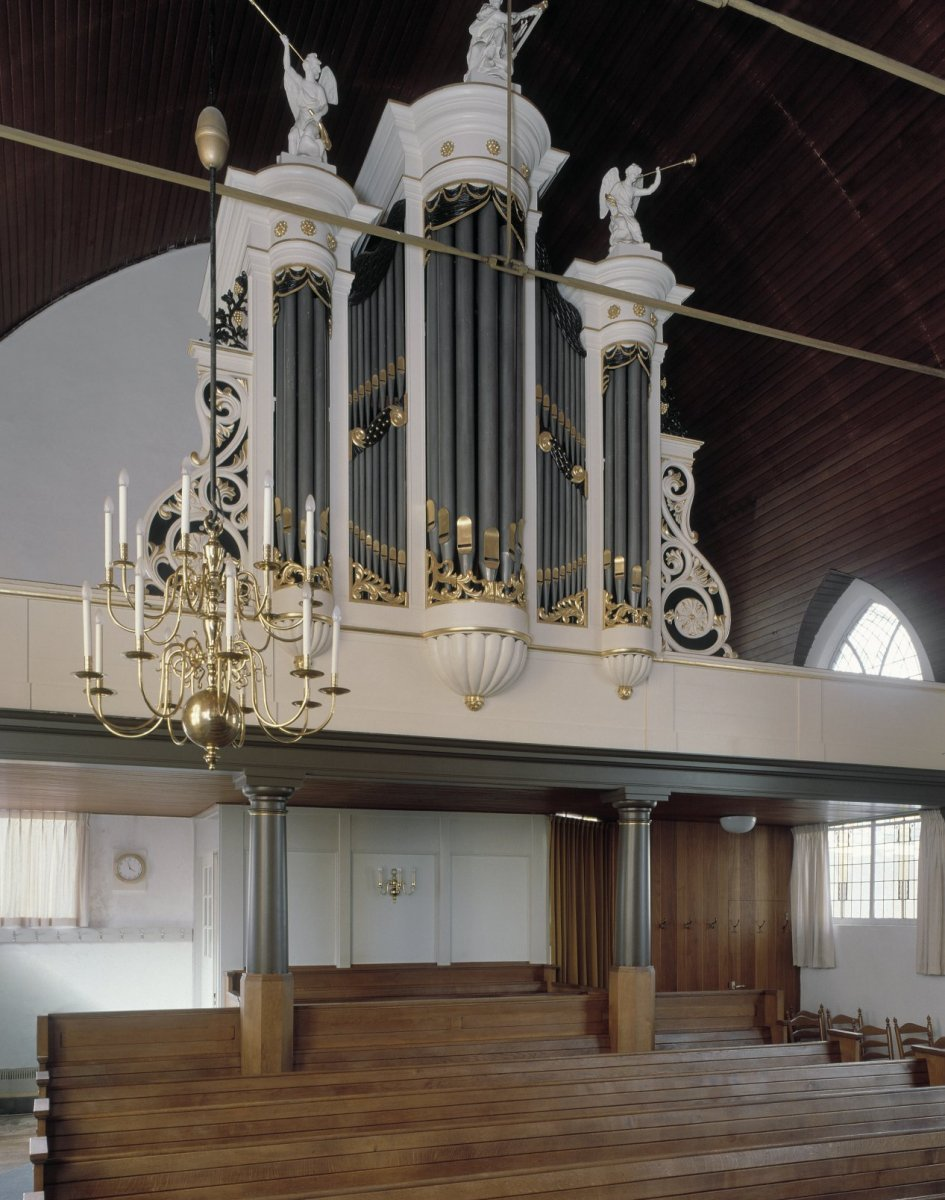
Orgel van de Ontmoetingskerk

Het kerkorgel werd gebouwd door Hermanus Knipscheer en is in 1965 gewijzigd door Jac. van der Linden uit Leiden. In 1979 is het orgel verder uitgebreid door Jac. van Heijningen uit Leiden met een trompet op het hoofdwerk en een vrij pedaal. Het orgel zelf is monumentaal. Het instrument heeft de volgende dispositie:
Hoofdwerk: Prestant 8, Roerfluit 8, Octaaf 4, Nasard 3 (van der Linden), Octaaf 2, Mixtuur 3 sterk (gewijzigd door van der Linden), Trompet 8 (Jac. van Heijningen)-
Bovenwerk: Hopijp 8 (bas en discant) Viola 8 discant, Dwarsfluit 4, Woudfluit 2 Tremulant -
Pedaal: Subbas 16, Gedekt 8 -
Manuaalkoppel, Pedaal-Hoofdwerk, Pedaal-Bovenwerk—Manuaalomvang C-f3 Pedaalomvang C-d1

## De toren
De toren is gerestaureerd in 2011. Er zijn ankers bijgeplaatst en het houtwerk is vernieuwd en geverfd. Er zijn op verschillende plekken kapotgevroren stenen vervangen. De hangsels van de deuren en de trappen zijn ook aangepakt.